# Алеманнская правда
Алеманнская правда (лат. Lex Alamannorum и лат. Pactus Alamannorum) — правовой кодекс и один из первых источников права алеманнов в Раннем Средневековье, относящийся к так называемым «Варварским правдам». Впервые частично напечатаны в 1530 году Йоханнесом Зихардом в Базеле. Алеманнская правда является старейшим и важнейшим письменным источником герцогства Алеманния, содержащим ценные сведения об экономике и обществе, повседневной жизни и культуре Алеманнии и Швабии. Текст написан на латыни с некоторыми фрагментами на немецком.

## Содержание
«Алеманнская правда» состоит из двух документов. Первый — Pactus Alamannorum или Pactus legis Alamannorum, датируемый началом VII века. Этот документ сохранился в рукописи IX или X века в Парижской национальной библиотеке. Он содержит четыре листа, текст которых представляет собой законодательную попытку покончить с традициями кровной мести и междоусобиц (распри между кланами) и выработать единую систему наказаний за нарушение тех или иных законов.
Второй — Lex Alamannorum, хранится в 50 рукописях, датируемых от VIII до XII веков. Считается, что этот документ составил около 730 года алеманнский герцог Лантфрид; по другой версии, авторами являются монахи монастыря Райхенау. В истории встречаются редакции документа эпохи Меровингов и Каролингов. Lex Alamannorum разделён на три части: каноническое право (вопрос о церковном имуществе), герцогское право (государственный строй и система управления) и народное право (уголовная система). Среди пунктов выделяются следующие:
- Пункт 3.1 закреплял статус любого христианского храма как убежища: никого, кто находил убежище в храме, нельзя было силой выдворить оттуда или наносить какие-либо телесные повреждения (в том числе и фатальные). Преследователи могли только убедить священника в том, что со скрывающегося в храме человека сняты обвинения. Пункт 3.3 гласил, что за нарушение вышеуказанного закона нарушители выплачивали 36 солидов церкви и ещё 40 солидов властям.
- Пунктом 56.1 оговаривалось отношение к женщинам: за срыв головного убора с незамужней женщины полагался штраф в 6 солидов; за попытку задрать платье и показать её гениталии или ягодицы — 12 солидов. За изнасилование мужчину штрафовали на 40 солидов. Все штрафы удваивались по пункту 56.2, если пострадавшая женщина была замужем.

В «Правде» Lex Alamannorum продемонстрирована многообразная социальная структура алеманнского общества, созданного путём объединения алеманнских племенных структур в единое сословное общество с разделением на свободных, несвободных и полусвободных людей; приводится картина роста светского и церковного землевладения, характеризуется положение отдельных категорий среди зависимых крестьян и дан ряд указаний на древнегерманские правовые обычаи и традиции. Текст по структуре близок другим «Варварским правдам». Благодаря этой «правде» своё влияние в Алеманнии окончательно закрепила церковь.

## Издания
- Karl August Eckhardt: Die Gesetze des Karolingerreiches 714-911 II Alemannen und Bayern. Weimar 1934.
- Karl August Eckhardt: Leges alamannorum. 2. Aufl. Hannover 1966 (Monumenta Germaniae Historica, Leges nationum germanicarum, V, 1)
- Clausdieter Schott: Lex Alamannorum – Gesetz und Verfassung der Alemannen, Augsburg 1997 (Faksimile-Ausgabe).